# Добринешти (Галац)
Добринешти (рум. Dobrinești) насеље је у Румунији у округу Галац у општини Никорешти. Oпштина се налази на надморској висини од 96 m.

## Становништво
Према подацима из 2002. године у насељу је живело 437 становника, од којих су сви румунске националности.